# Ванчиз (Північна Кароліна)
Ванчиз (англ. Wanchese) — переписна місцевість (CDP) в США, в окрузі Дер штату Північна Кароліна. Населення — 1522 особи (2020).

## Географія
Ванчиз розташований за координатами 35°50′25″ пн. ш. 75°38′30″ зх. д. / 35.84028° пн. ш. 75.64167° зх. д. (35.840187, -75.641657).  За даними Бюро перепису населення США в 2010 році переписна місцевість мала площу 14,22 км², з яких 12,10 км² — суходіл та 2,12 км² — водойми.

## Демографія
Згідно з переписом 2010 року, у переписній місцевості мешкали 1642 особи в 680 домогосподарствах у складі 470 родин. Густота населення становила 115 осіб/км².  Було 789 помешкань (55/км²).
Расовий склад населення:
| - 95,9 % — білих - 0,2 % — корінних американців - 0,2 % — чорних або афроамериканців - 0,2 % — азіатів - 1,9 % — осіб інших рас |

До двох чи більше рас належало 1,5 %. Частка іспаномовних становила 4,4 % від усіх жителів.
За віковим діапазоном населення розподілялося таким чином: 22,5 % — особи молодші 18 років, 62,9 % — особи у віці 18—64 років, 14,6 % — особи у віці 65 років та старші. Медіана віку мешканця становила 40,9 року. На 100 осіб жіночої статі у переписній місцевості припадало 95,5 чоловіків;  на 100 жінок у віці від 18 років та старших — 95,5 чоловіків також старших 18 років.
Середній дохід на одне домашнє господарство  становив 54 922 долари США (медіана — 48 036), а середній дохід на одну сім'ю — 60 213 долари (медіана — 60 208). За межею бідності перебувало 5,5 % осіб, у тому числі 2,8 % дітей у віці до 18 років та 12,1 % осіб у віці 65 років та старших.
Цивільне працевлаштоване населення становило 764 особи. Основні галузі зайнятості: виробництво — 15,1 %, роздрібна торгівля — 12,2 %, сільське господарство, лісництво, риболовля — 11,0 %, публічна адміністрація — 10,2 %.